# Marie François Rouyer
Pour les articles homonymes, voir Rouyer.
Marie François Rouyer, né le 2 mars 1765 à Vouxey et mort le 10 août 1824 à Harchéchamp, est un général français de la Révolution et de l’Empire.

## Biographie
Né le 2 mars 1765 à 3 h du matin dans le canton de Vouxey, district de Mouzon-Meuse, département des Vosges, il est baptisé à 4 h du soir en l'église de Vouxey (88) par M. Vincent vicaire, le même jour. Il est le frère de François Firmin Rouyer, de 5 ans son aîné. Il entre en service le 15 août 1783 comme cadet volontaire dans le corps des pompiers de l’Empereur d’Allemagne, il passe le 16 février 1786 sous-lieutenant au régiment Joseph Toscane dragons, et il est nommé lieutenant le 12 octobre 1787. Il participe à la campagne contre les Turcs de 1784 à 1789.
À la déclaration de guerre entre la France et l’Autriche en 1791, il quitte son pays d’adoption et se range du côté des défenseurs de sa patrie. Le 15 septembre 1791 il entre avec le grade de capitaine dans le 12e régiment d’infanterie de ligne, et de 1792 à 1793 il sert aux armées du Nord et de Belgique. Le 15 décembre 1793 il est attaché à l’état-major général, comme adjoint aux adjudants-généraux, et il est nommé adjudant-général chef de brigade le 12 avril 1794. Affecté à l’armée des Ardennes fin 1793, il a rejoint l’armée de Sambre-et-Meuse le 2 juillet 1794. Il se distingue le 26 juin 1794 à la bataille de Fleurus, par la prise d’un régiment hollandais.
Il est mis en congé de réforme le 26 février 1797. Le 3 juillet 1798 il est remis en activité à l’armée de Mayence. Il est promu général de brigade le 30 juillet 1799, et il reçoit un commandement à l’armée d’observation. Il passe ensuite à l’armée du Rhin où il fait les campagnes de 1799 à 1801. Il est mis en non-activité le 23 septembre 1801, et le 27 avril 1802 il est employé dans la 10e division militaire, puis dans la 2e division militaire le 5 août suivant. Il est fait chevalier de la Légion d’honneur le 11 décembre 1803, et le 13 décembre il est attaché à la division du général Dupont au camp de Montreuil. Il est élevé au grade de commandeur de la Légion d’honneur le 14 juin 1804.
De 1805 à 1807 il participe aux campagnes d’Autriche, de Prusse et de Pologne. Il commande la 1re brigade de la 1re division d’infanterie du 6e corps de la Grande Armée le 30 août 1805, et il se distingue le 11 octobre à la bataille de Haslach, ainsi qu’à la bataille d’Austerlitz le 2 décembre 1805, qui lui valent sa promotion au grade de général de division le 24 décembre 1805. Il est créé baron de l’Empire le 15 mars 1808. Le 25 mars 1808 il rejoint le 2e corps d’observation de la Gironde, et le 4 mai il commande la division formée avec les régiments suisses au service de l’Espagne et enrôlés de force. Il est fait prisonnier le 22 juillet 1808 à la bataille de Bailén après avoir refusé de signer la reddition. De retour en France le 21 septembre, il obtient un congé le 9 octobre 1808.
Le 15 mars 1809 il commande une division du 4e corps à l’armée du Rhin, puis il passe successivement dans le 8e corps le 17 avril, et dans le 7e corps le 17 juillet, où il est employé dans les combats contre l’insurrection au Tyrol. Le 9 janvier 1810 il est envoyé à l’armée de Catalogne, et le 13 mai 1812 il est mis en non activité. Le 23 juillet 1813 il est mis à la disposition du vice-roi d’Italie, comme commandant de la 1re division d’infanterie du corps du général Verdier, poste qu’il occupe jusqu’au 20 juin 1814. Lors de la Première Restauration il est fait chevalier de Saint-Louis le 10 août 1814. Pendant les Cent-Jours, il reçoit le 10 mai 1815 le commandement du 9e bataillon de Gardes nationales d'élites, composant la division de réserve de l'armée de Moselle. Licencié avec l'armée le 25 juillet 1815, et il est admis à la retraite le 4 septembre 1815.
Il meurt le 10 août 1824 au château de Couvonges à Harchéchamp (Vosges)[réf. nécessaire]. Les historiens ont longtemps pensé qu'il était enterré au Père Lachaise. C'est une erreur. A ce jour, nous ne connaissons pas le lieu de sa sépulture.

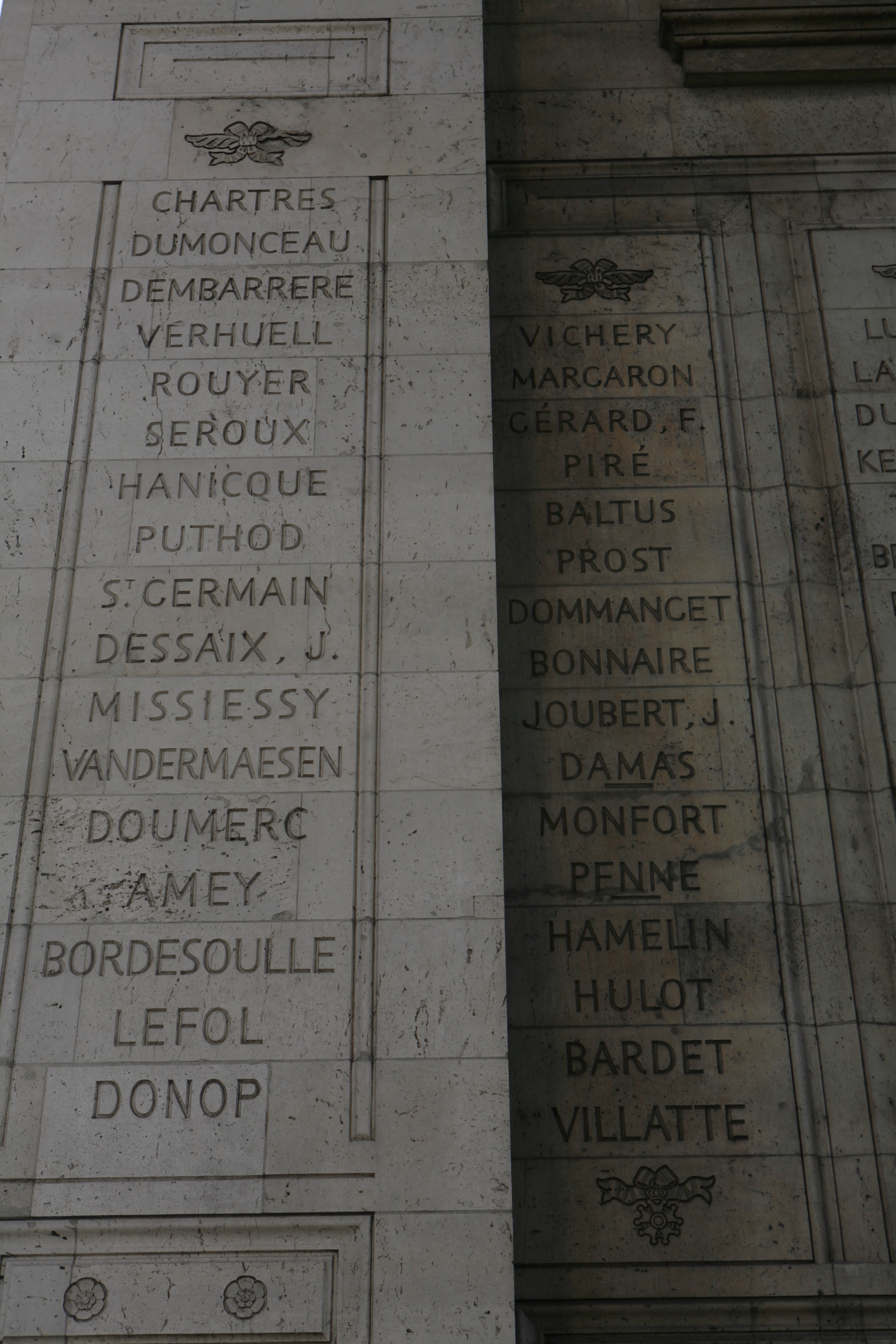
Noms gravés sous l'arc de triomphe de l'Étoile : pilier Nord, 1re et 2e colonnes.

Sa fille aînée, Malcy Anne Jeanne (vers 1791 - Paris 29 août 1820), épouse Joseph Nicolas Clary (1760-1823), pair des Cent-Jours. Malcy Anne n'est pas sa fille . En fait, Malcy Anne Jeanne, née en 1790 décédée en 1820, est la fille de ROUYER Jean PASCAL, général de brigade en 1796, maire de Béziers, né en 1761 à Pézenas, décédé en 1819 et de Anne RAUZIER née en 1766 à Béziers. (réf: acte de mariage de Nicolas Joseph CLARY et de Marie Anne Jeanne ROUYER, en 1810, ainsi que le faire part de décès de JULLIEN de VILLENOUVETTE en 1867)

### Hommages, honneurs, mentions…
- Il fait partie des 660 personnalités à avoir leur nom gravé sous l'arc de triomphe de l'Étoile. Il apparaît sur la 1re colonne (l’Arc indique ROUYER).

## Dotation
- Le 17 mars 1808, donataire d’une rente de 4 000 francs en Westphalie.

### Décorations
- Commandeur de la Légion d'honneur
- Chevalier de l'ordre royal et militaire de Saint-Louis[5],
- Chevalier de l'ordre de la Couronne de fer[5]

## Armoiries
| Figure | Blasonnement |
| ------ | --- |
|        | Armes du baron Rouyer et de l'Empire, décret du 15 mars 1808, lettres patentes du 17 avril 1814 (non retirées), commandant de la Légion d'honneur D'azur au lévrier passant d'or; au comble d'argent chargé de trois étoiles de sable ; au franc-quartier brochant des barons militaires. |